# 新冠川
新冠川（Niikappu-gawa）是位於日本北海道的一條河流，依據日本河川法被劃為二級河川，全境位於新冠町境內；其名稱源自阿伊努語的「ni-kap」，意思為榆樹的樹皮。
新冠川發源自日高山脉的幌尻岳東側，之後朝南以及西南方向流淌至太平洋內，其上游區域位於日高山脈襟裳國定公園的範圍內。
这条河川上共築有四座水坝，包括奧新冠水壩、新冠水壩、下新冠水壩、岩清水水壩，都是北海道電力所屬的水力發電廠；其中以最上游的奧新冠水壩及新冠水壩兩座的規模較大，其蓄水後形成的水域也分別被稱為幌尻湖及新冠湖。